# Certaldo

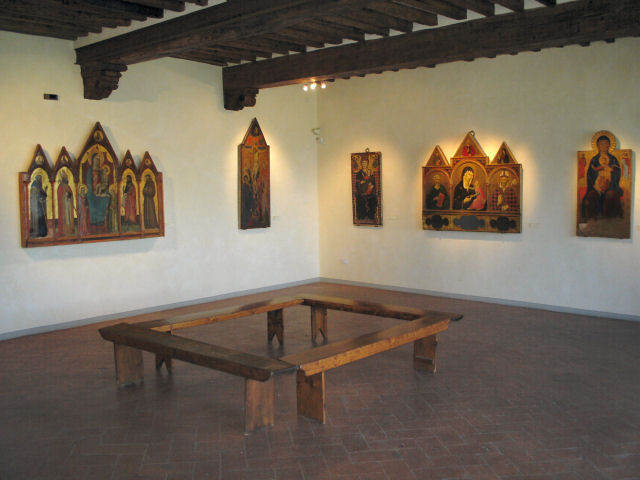
Le musée d'art sacré

Certaldo est une commune de la ville métropolitaine de Florence en Toscane (Italie).

## Géographie
Le territoire communal est baigné par l'Elsa (affluent de l'Arno) et par le torrent Agliena. La vieille ville, Certado alto, fortifiée, se situe sur une colline qui domine la plaine vers San Gimignano. La ville moderne, Certado basso, se développe dans cette plaine depuis le XVIIIe siècle.

## Culture
La vieille ville, fortifiée, Certaldo Alto, à laquelle on accède par un ascenseur incliné, comporte plusieurs édifices :
La maison de Boccace,
L'écrivain du Décaméron s'y retira pour la fin de sa vie. Peut-être y est-il né (ou bien  à Florence) ? Cette maison, la Casa Boccaccio, restaurée en 1823, a été reconstruite après les bombardements de la Seconde Guerre mondiale.
L'église San Jacopo et Filippo
- une stèle moderne dans l'allée centrale sur la tombe de Boccace (stèle remplaçant celle originale de 1503, détruite en 1783 en protestation contre ses écrits).
- Madonna con Bambino e i santi Jacopo e Pietro, con donatrice, de Memmo di Filippuccio,

Le palais Pretorio
Dit aussi del Vicariato, s'y trouvent des fresques de Pier Francesco Fiorentino, et, dans la chapelle, celles de Giusto d'Andrea collaborant avec Benozzo Gozzoli.
Le musée d'art sacré
Ouvert depuis juin 2001, il se situe dans les locaux de l'ex-couvent des Augustins, avec son entrée par le cloître adjacent à l'église des Santi Jacopo et Filippo.
Sa pinacothèque comporte des œuvres de :
- Maestro del Bigallo, Madonna in trono col Bambino e due santi,
- Meliore di Jacopo, Madonna in trono col Bambino e due angeli,
- Ugolino di Nerio (attr.), Madonna in trono col Bambino tra i santi Pietro e Romolo,
- Puccio di Simone, Madonna col Bambino e santi,
- Cenni di Francesco, Crocifissione con i dolenti, santa Caterina di Alessandria e san Miniato (?), san Martino e santa Caterina di Alessandria, Madonna col Bambino,
- Pseudo-Ambrogio di Baldese (Lippo d'Andrea), Madonna col Bambino,
- Raffaello Piccinelli (attr.), Madonna in trono tra i santi Francesco e Antonio abate,
- Atelier de Bernardino Poccetti, Circoncisione.

### Personnalités nées à Certaldo
- Boccace
- Ernesto Calindri
- Luciano Spalletti, entraîneur de football, né à Certaldo en 1959

### Citoyens d'honneur
- Le titre de citoyen d'honneur a été conféré au graphiste, illustrateur de livres allemand Werner Klemke pour ses illustrations du Décaméron.
- Le musicologue suisse Kurt von Fischer a été nommé citoyen d'honneur pour ses mérites dans l'étude du Trecento.

## Administration
| Période                                  | Période  | Identité         | Étiquette       | Qualité |
| ---------------------------------------- | -------- | ---------------- | --------------- | ------- |
| 15 juin 2004                             | En cours | Andrea Campinoti | Centro-Sinistra |         |
| Les données manquantes sont à compléter. |          |                  |                 |         |

### Hameaux
Fiano, Marcialla, Sciano, San Donnino, Pino, San Martino a Maiano, Bagnano

### Communes limitrophes
Barberino Val d'Elsa, Castelfiorentino, Gambassi Terme, Montespertoli, San Gimignano, Tavarnelle Val di Pesa

### Évolution démographique
Habitants recensés

## Galerie de photos

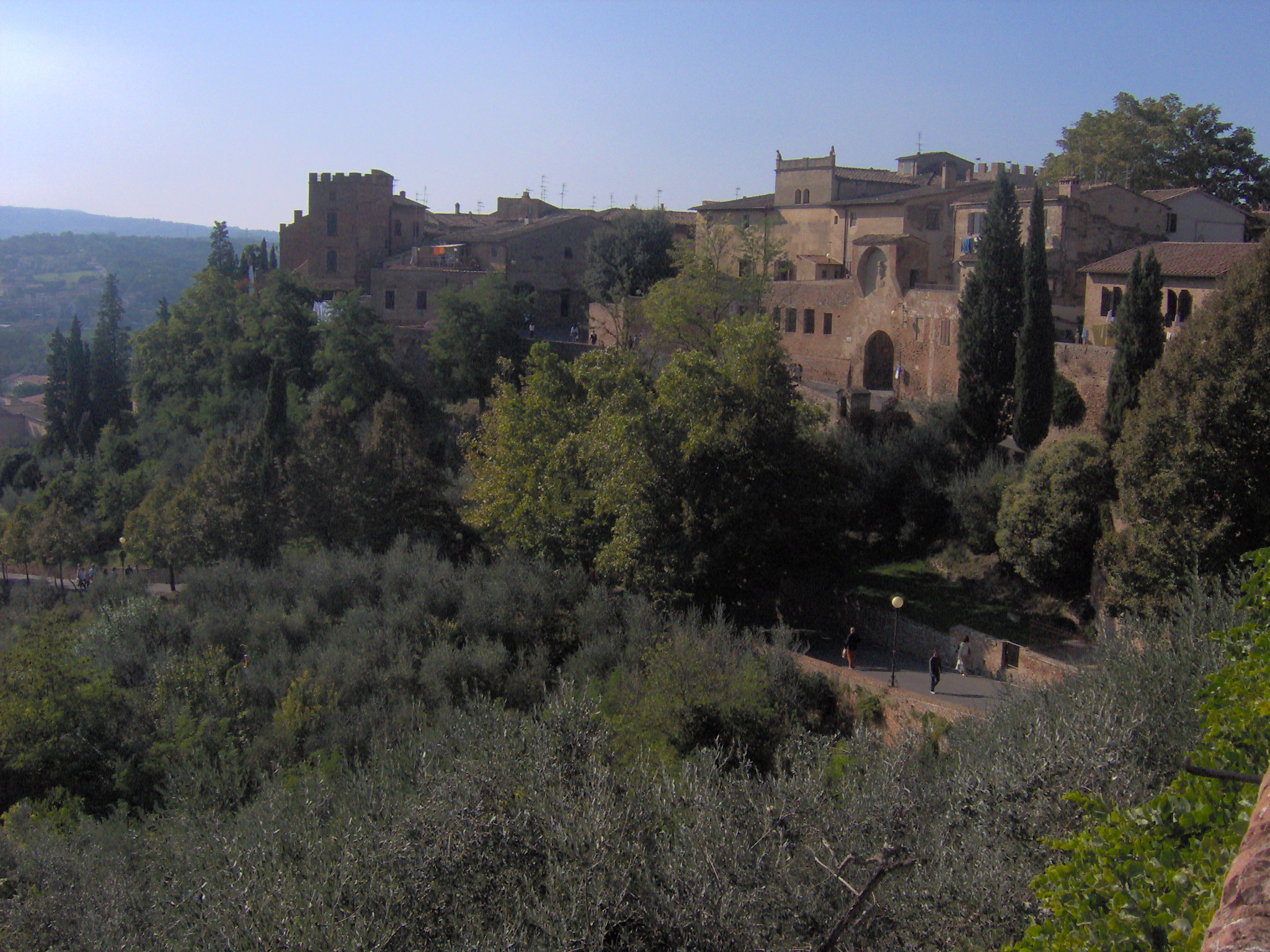
La vieille ville haute
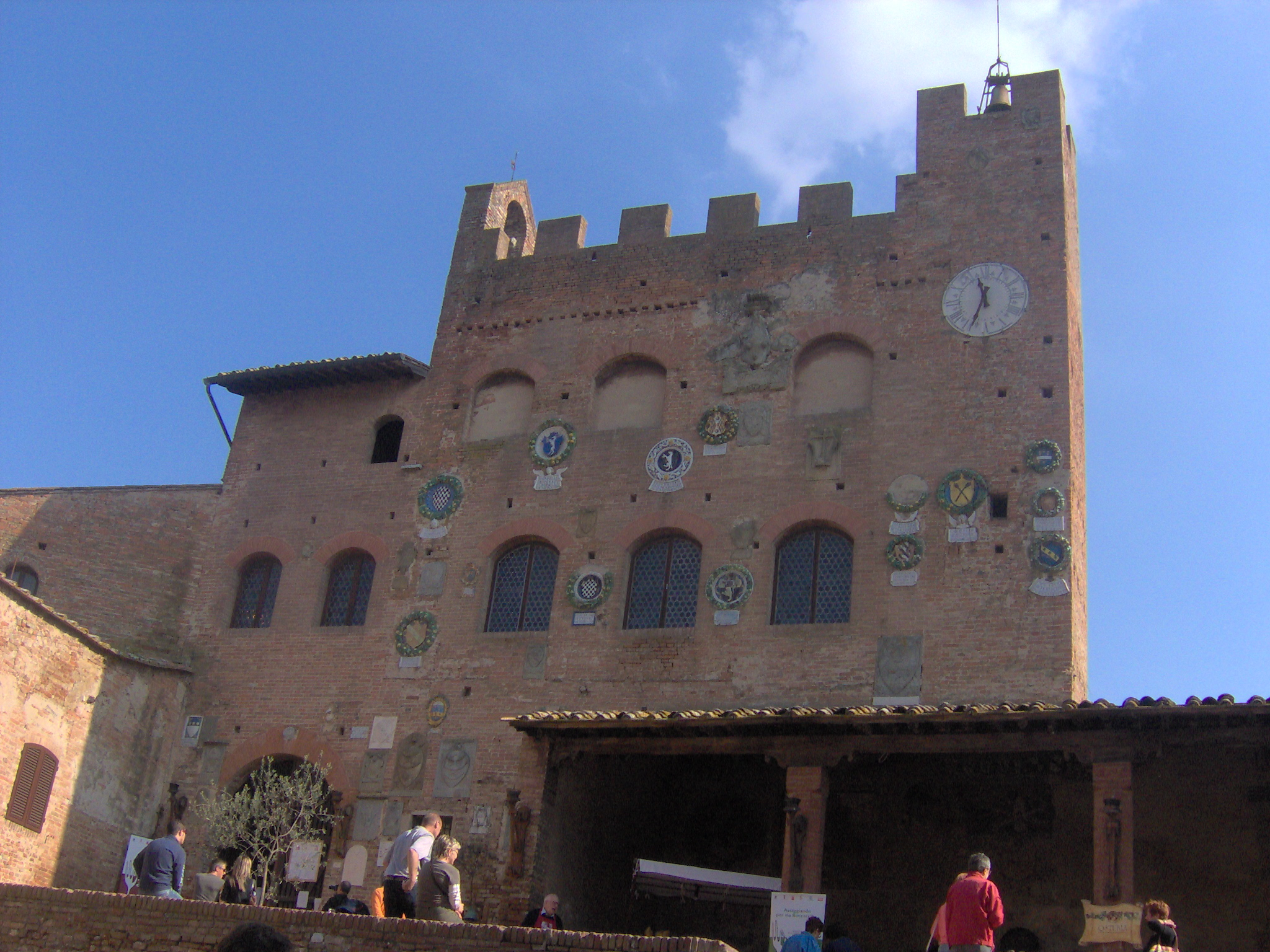
Le Palazzo Pretorio
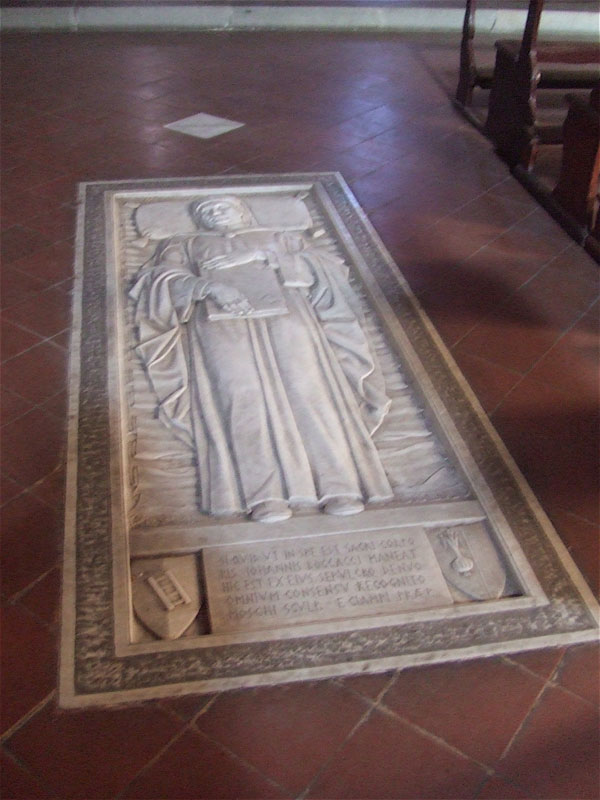
Stèle à Boccace dans l'église
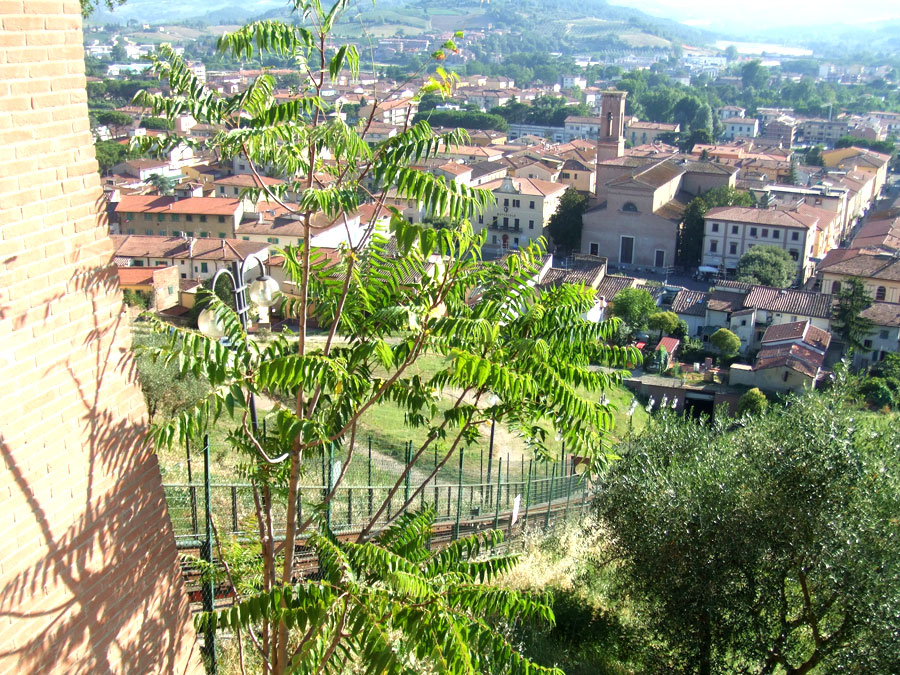
Le funiculaire entre la ville moderne et Certaldo Alto

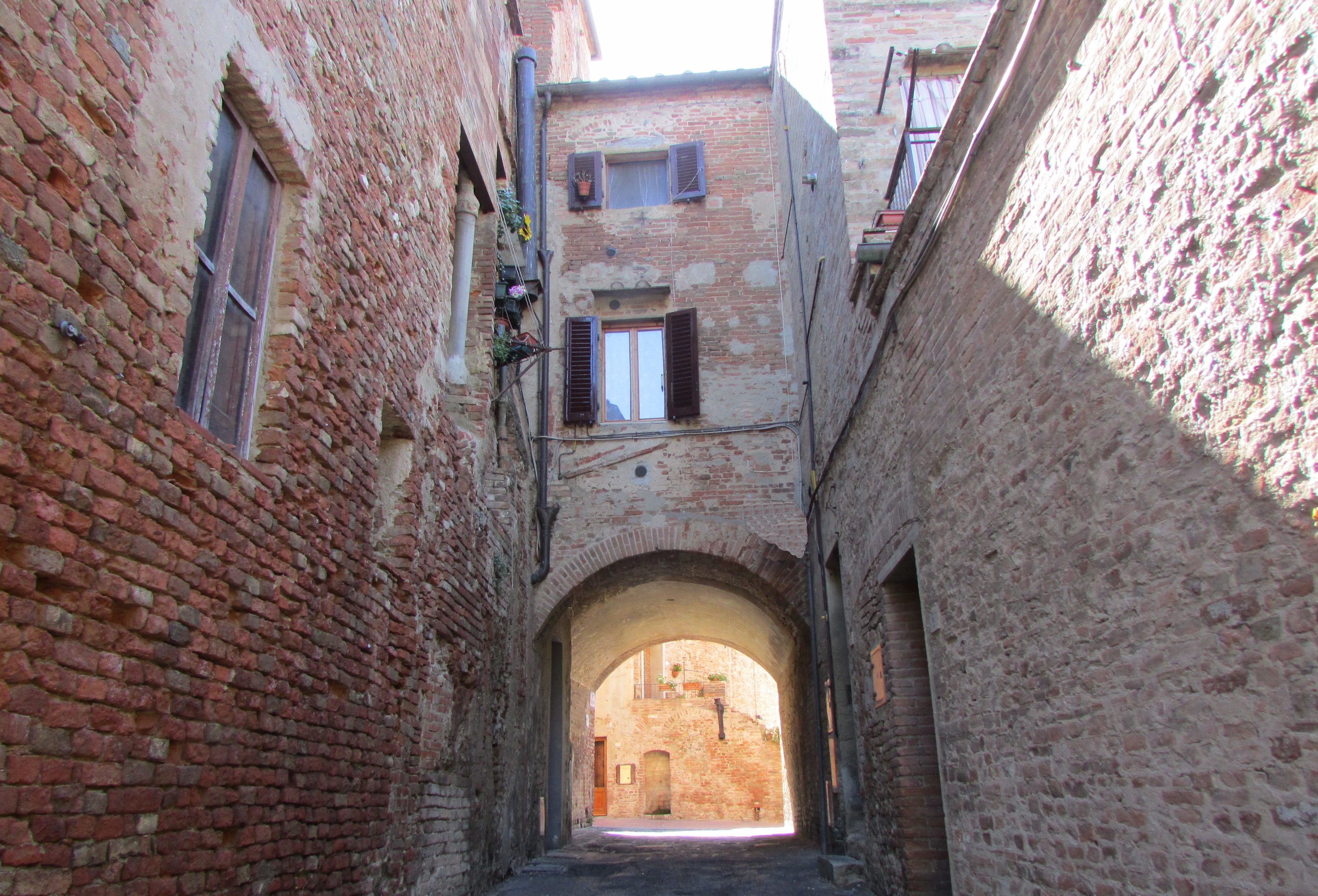
La porte Alberti du XIVe siècle.
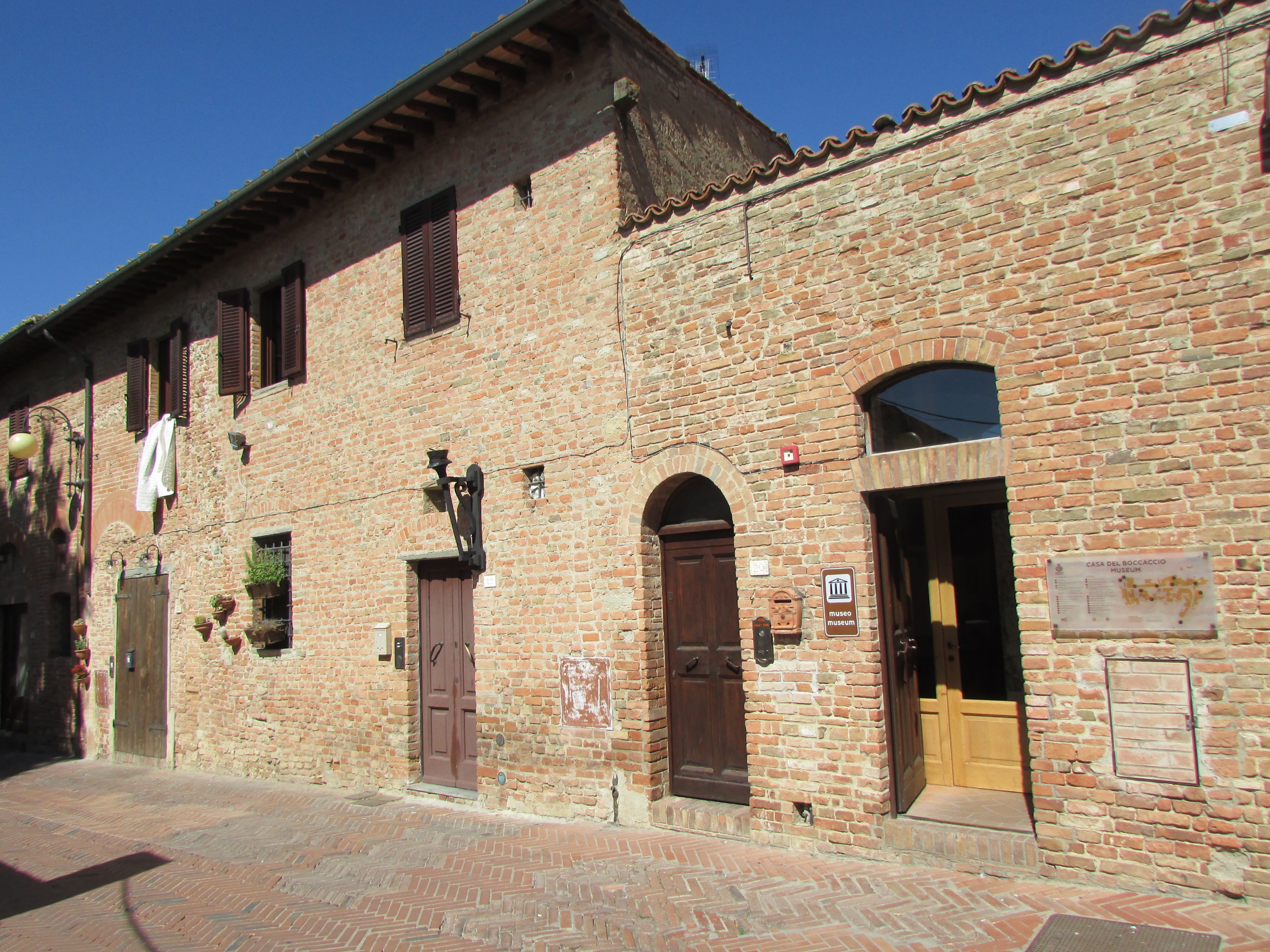
La Casa del Boccaccio.
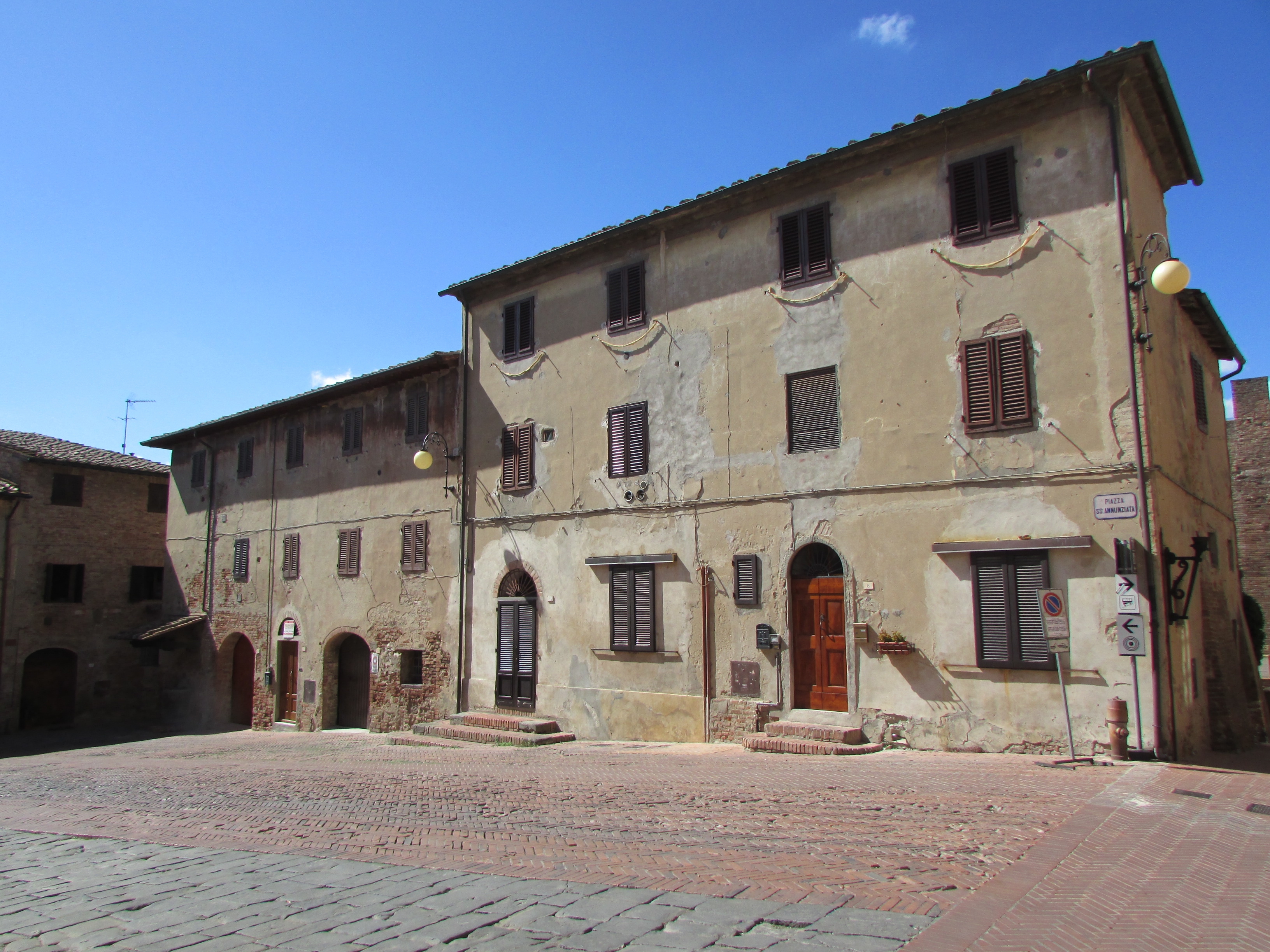
La Piazza SS. Annunzuiate.
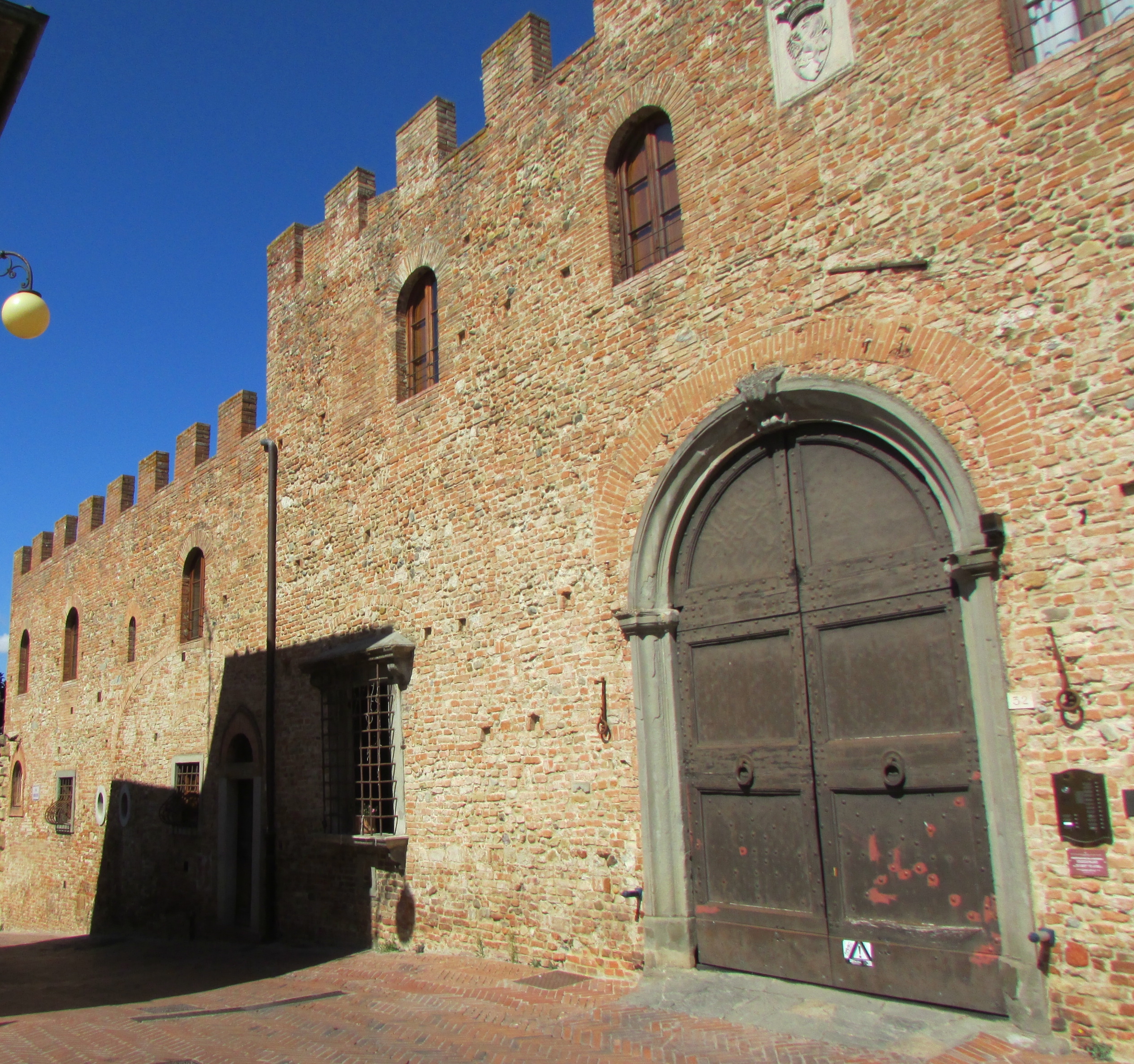
La Via Boccaccio.
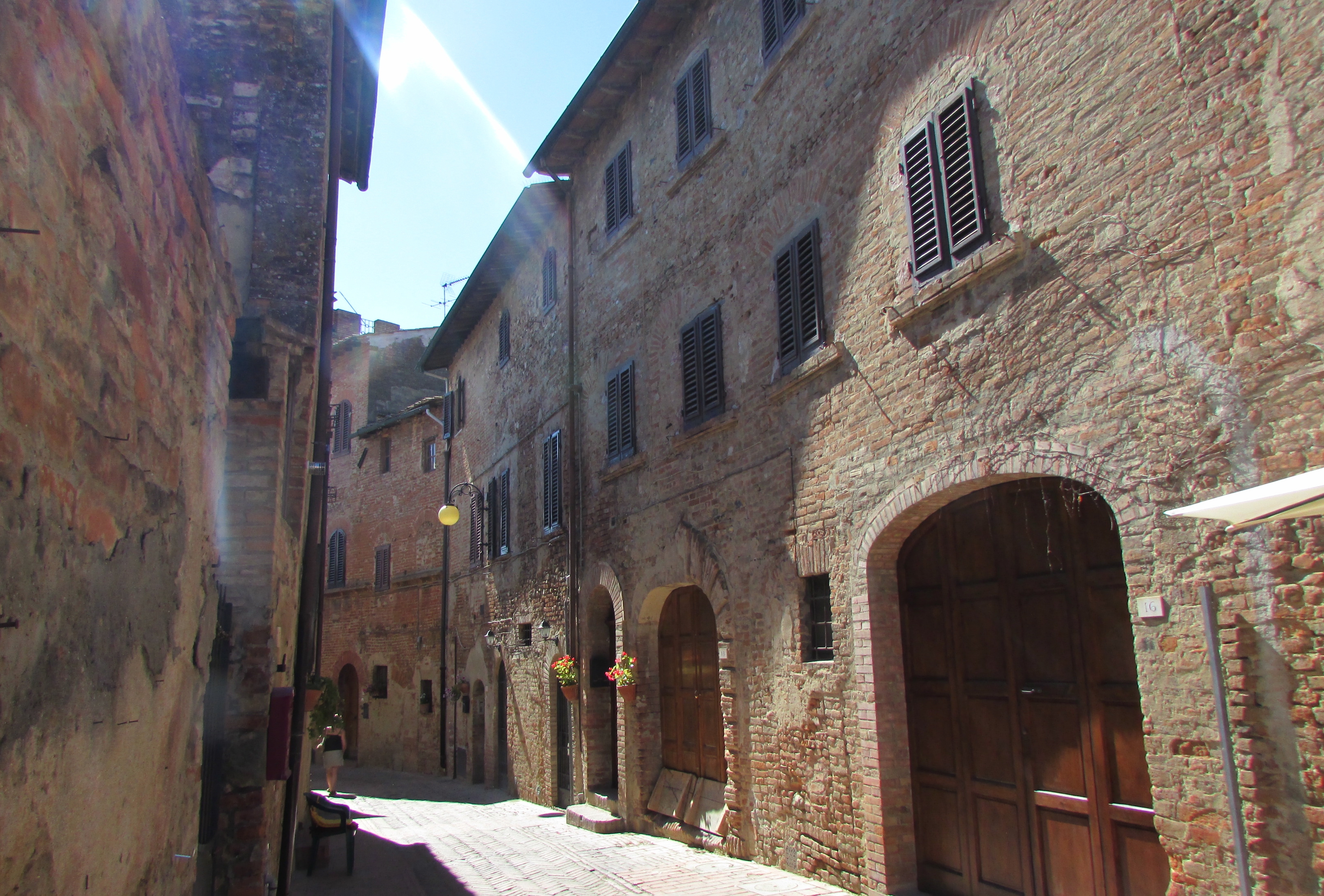
La Via Valdracca.
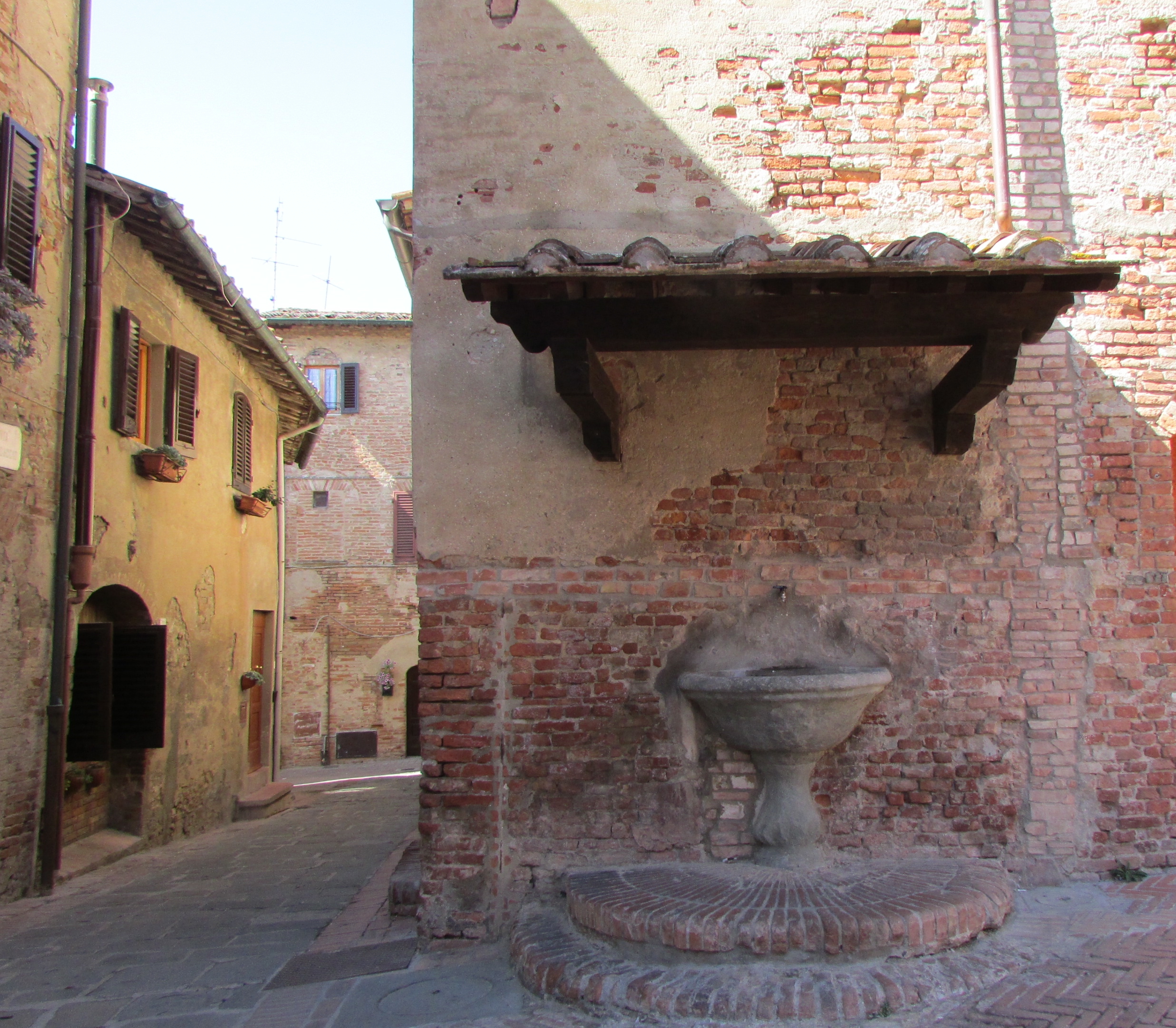
La fontaine de la Piazza SS. Annunzuiata.
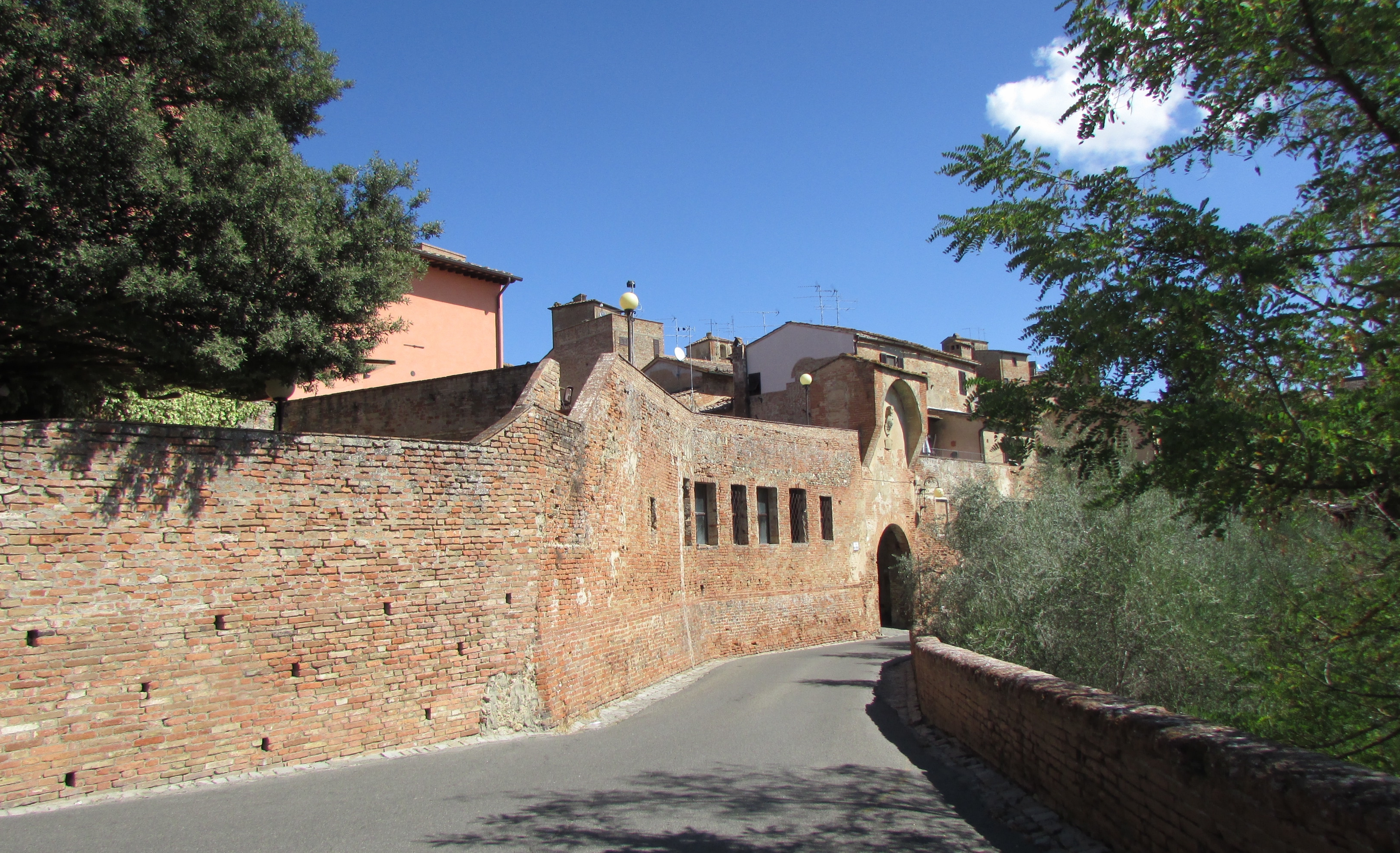
La Via Nuovo.

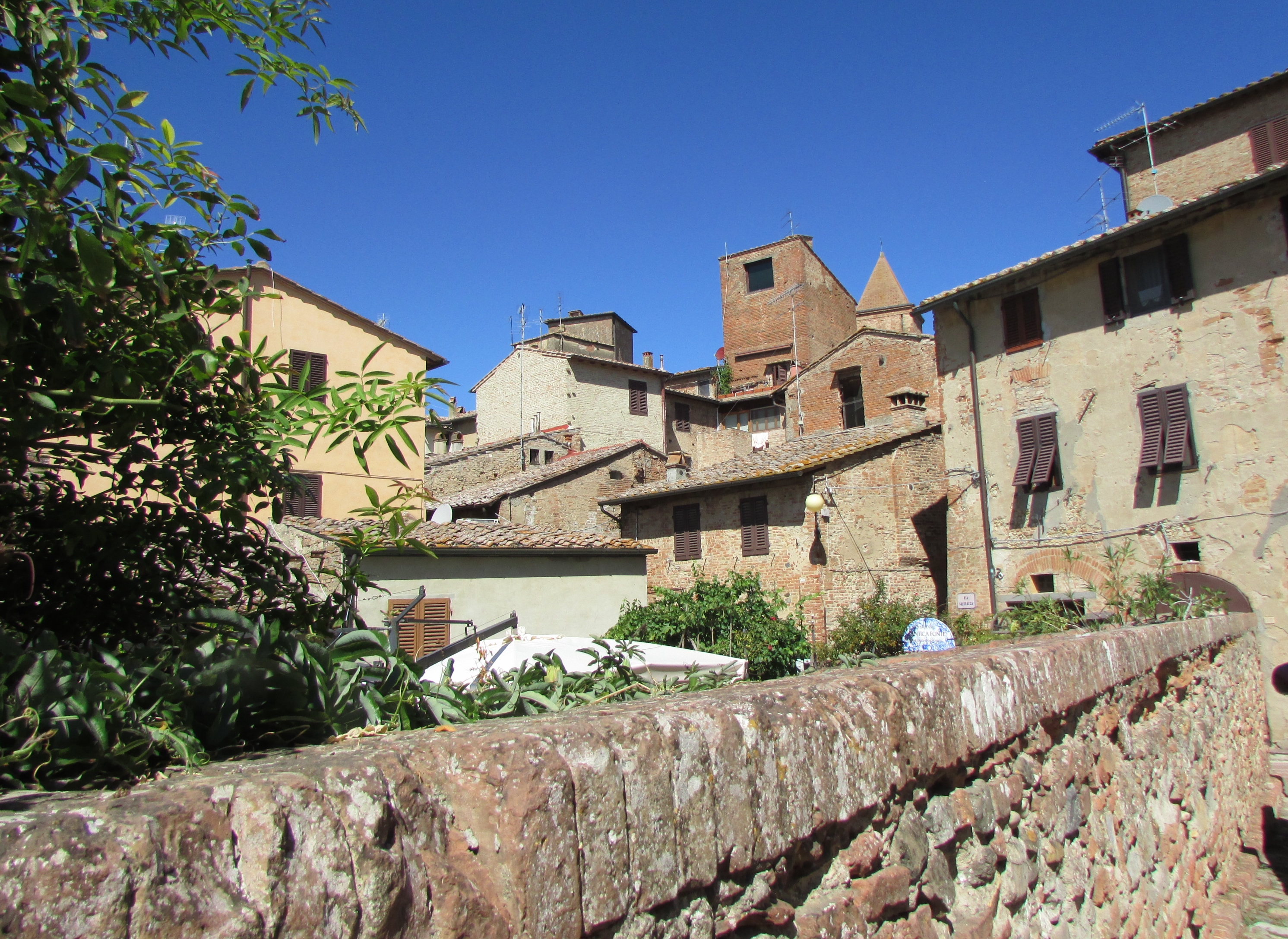
La Porta al Rivellino.
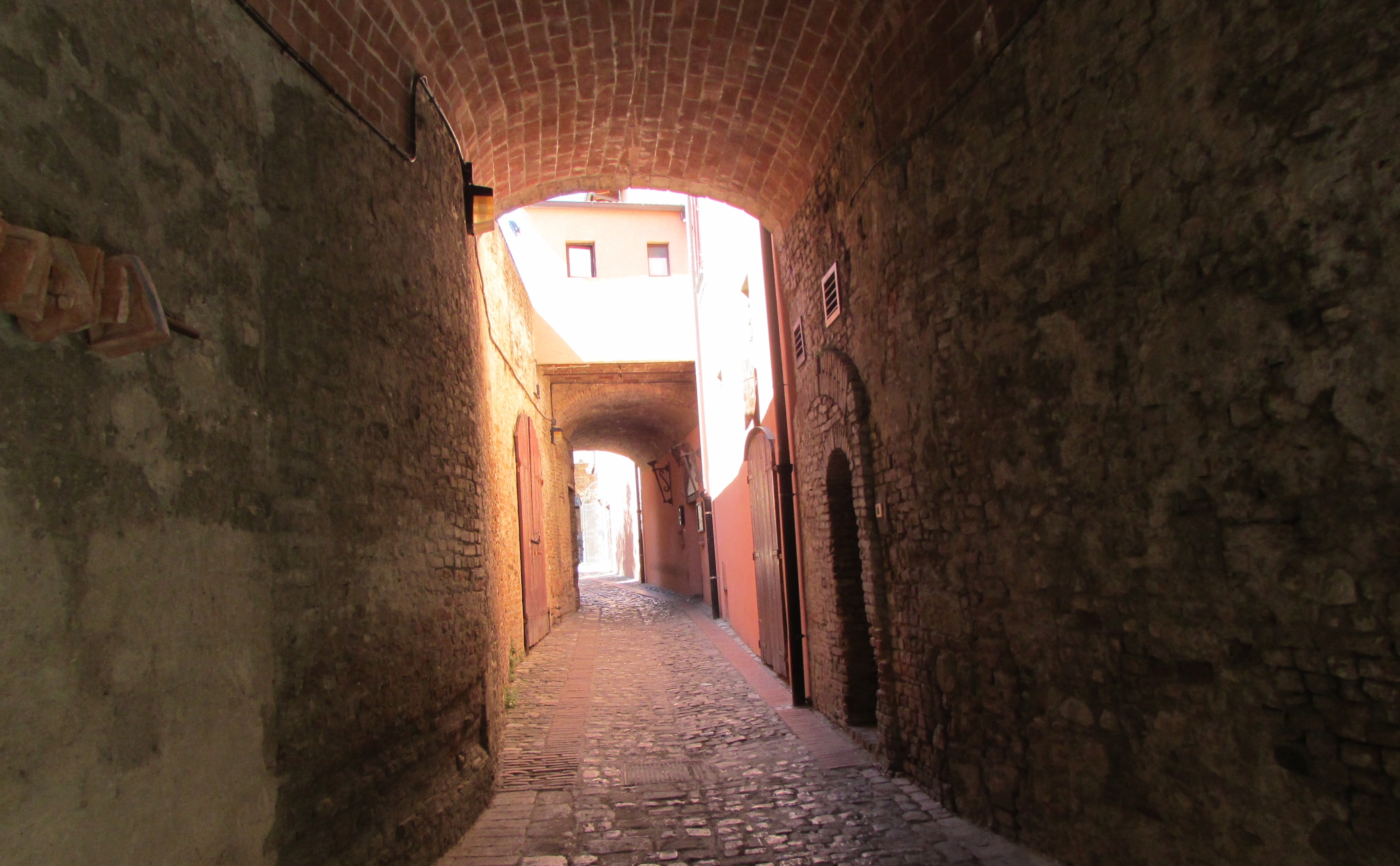
La Via Bandinelli.
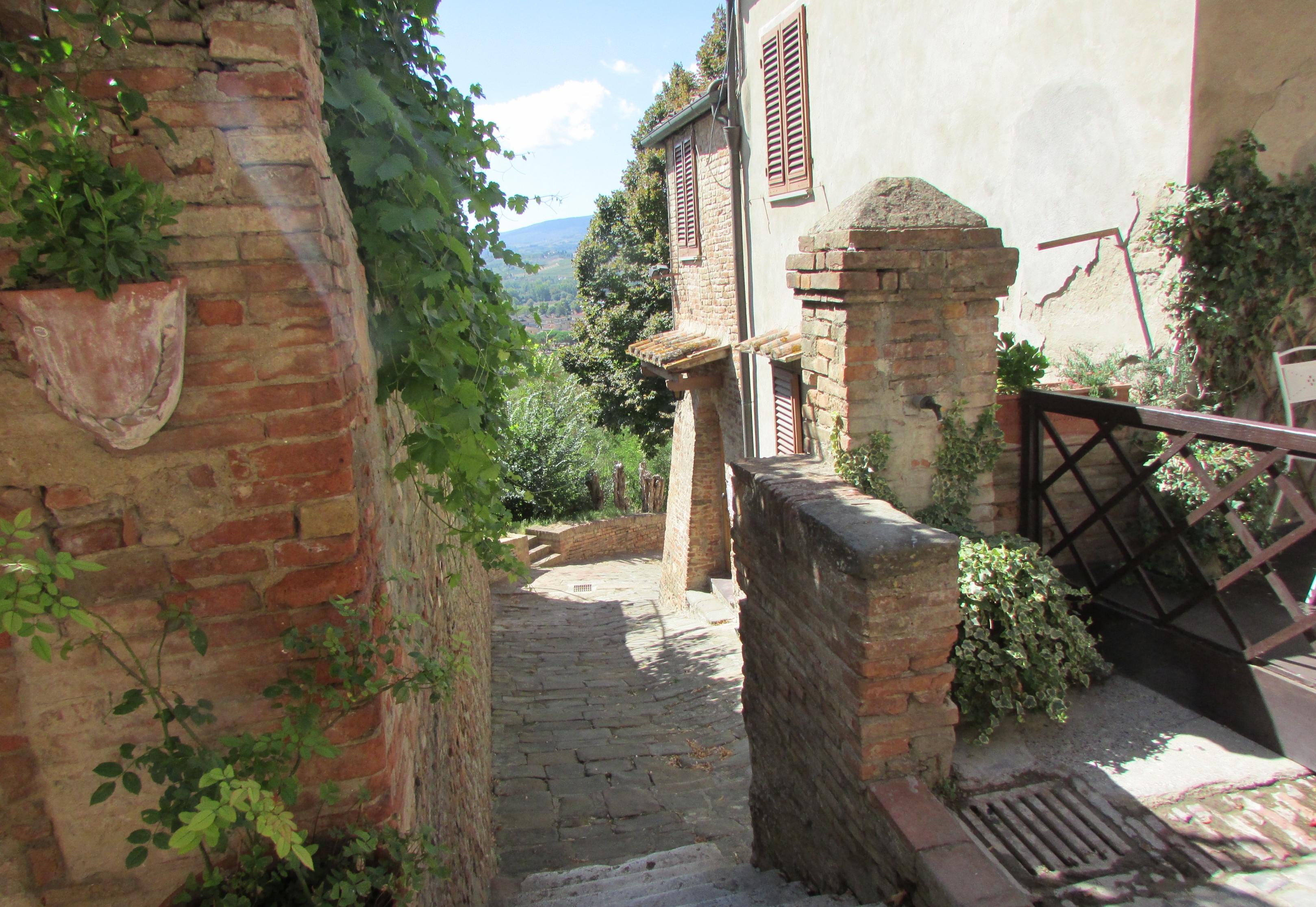
La Costa Vecchia.
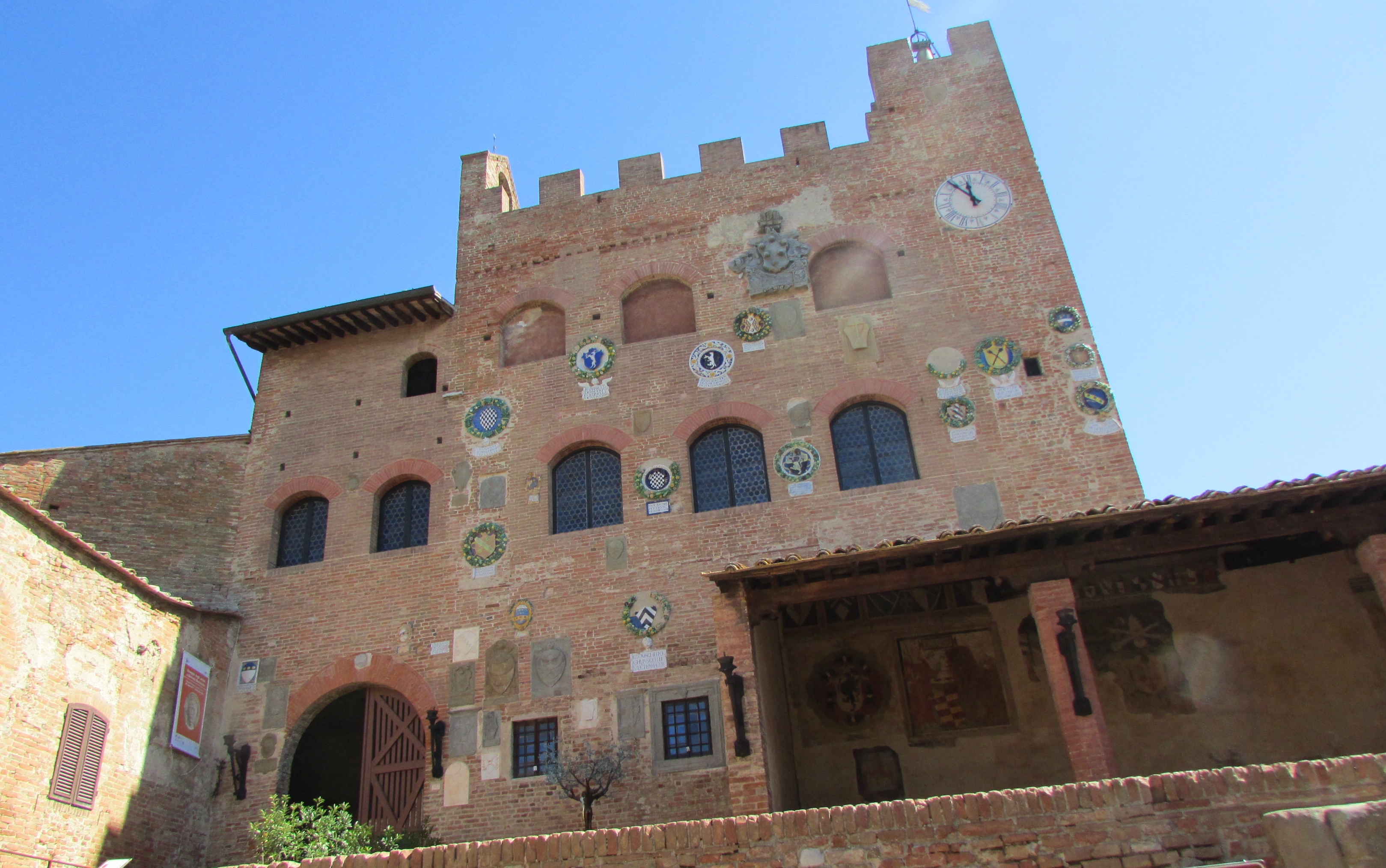
Le Palazzo Pretorio.
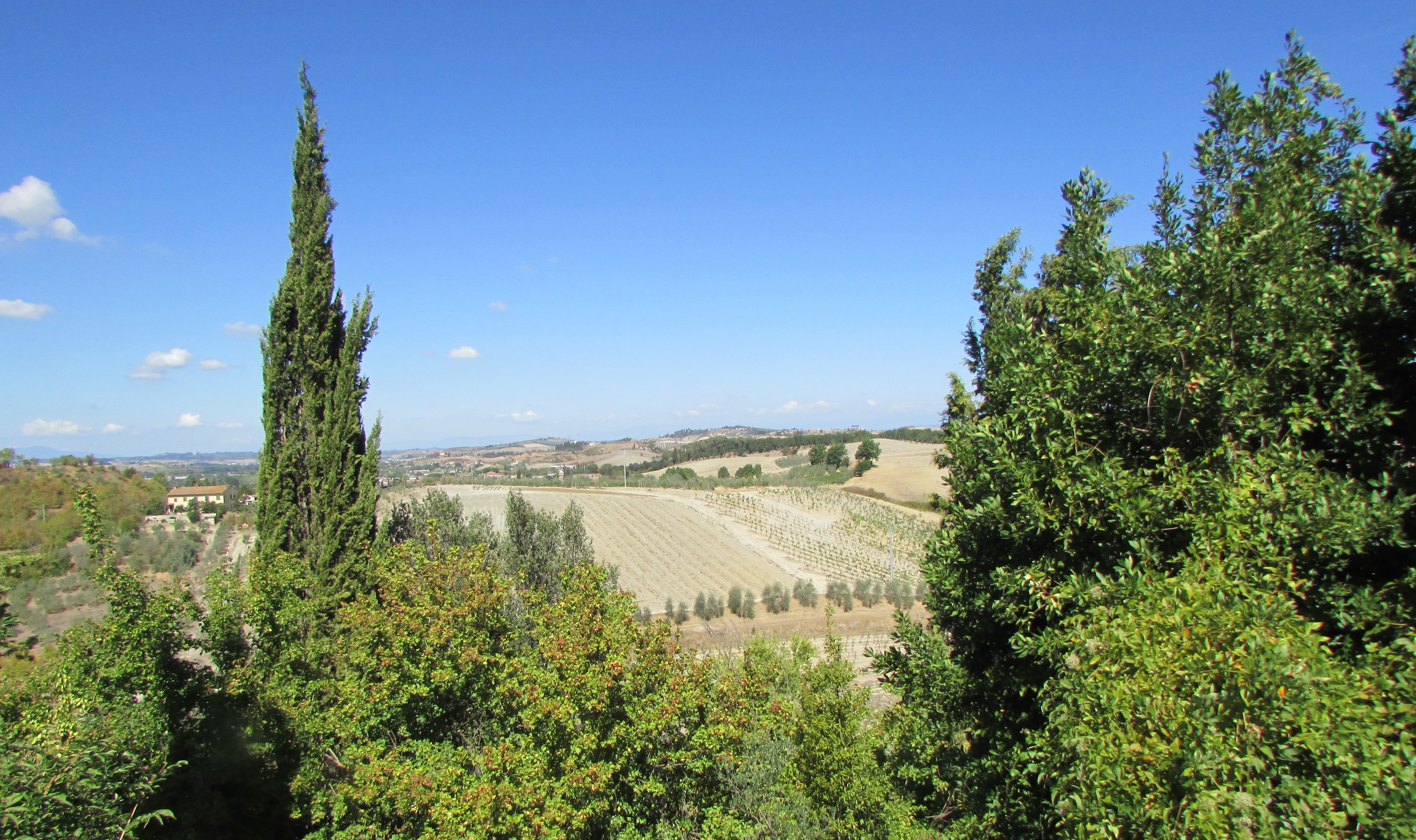
La Toscane vue de Certaldo.
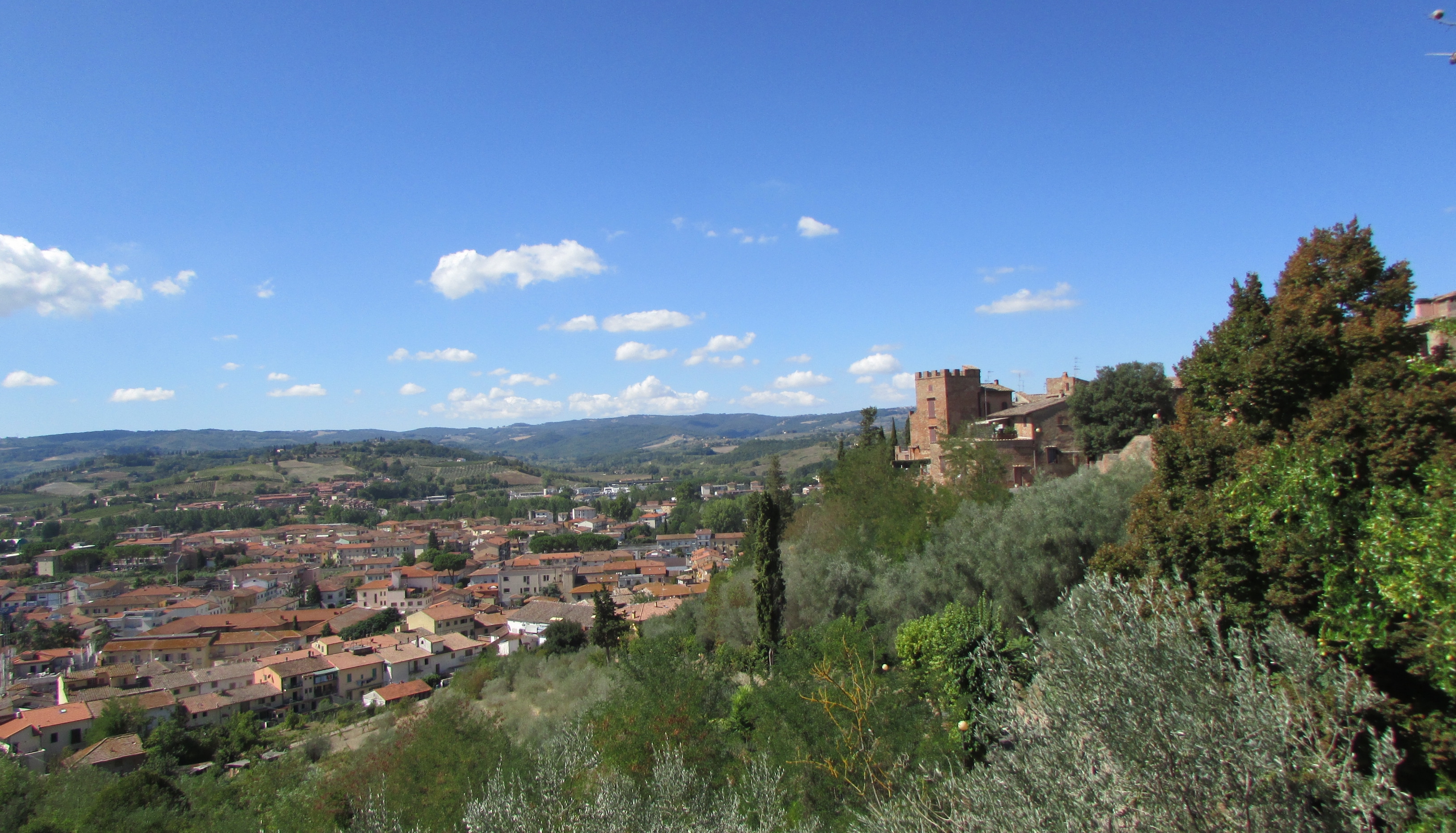
La ville basse.

## Coopération internationale

### Jumelages
La ville de Certaldo est jumelée avec :
- Neuruppin (Allemagne) depuis mai 1968
- Kanra (Japon) depuis octobre 1983
- Hagunía (Sahara occidental) depuis mars 1986
- Chinon (France) depuis novembre 2011

### Pactes d'amitié
Certaldo a souscrit des pactes d'amitié avec :
- Canterbury (Royaume-Uni) depuis 1997
- Sighetu Marmației (Roumanie) depuis 2003
- Ripatransone (Italie) depuis 2007
- Cossignano (Italie) depuis 2007